# 吾粲
吾粲（2世紀—245年），字孔休，吳郡烏程人。三國時東吳官員及將領。

## 生平
吾粲起初當小吏，縣長孫河非常賞識他。後來孫河當將軍，可以自選長吏，於是表吾粲為曲阿丞，後來又遷任長史，任內有治績及名氣。雖然出身寒微，但都與陸遜、卜靜等名士齊名。孫權當車騎將軍時，徵召吾粲作主簿，先出任山陰令，後轉任參軍校尉。
黃武元年（222年），吾粲與呂範、賀齊等率水兵於洞口與曹休率領的魏軍交戰。戰事結束後遷任會稽太守。後來招募兵眾，拜昭義中郎將，與呂岱一起討平山越。後來入朝為屯騎校尉、少府，後遷任太子太傅。
不久，太子孫和及魯王孫霸之間的二宮之爭觸發，朝中官員分成兩派。吾粲堅持要確立嫡庶之分，要求將魯王調至夏口，將孫霸黨羽楊竺調離建業等。吾粲又多次與駐守武昌的陸遜通訊，陸遜亦多次上表勸諫孫權。孫霸及楊竺於是因吾粲與陸遜通訊而誣陷吾粲。最終吾粲被下獄誅殺。

## 性格特徵
- 《吳錄》記載，吾粲數歲時，一個婦人看見吾粲，向吾粲母親說：「是兒有卿相之骨。」
- 《三國志》記載，洞口之戰時，吳軍船隊被大風吹散，部分船沉沒，船上士兵墮江，向附近的船求救，船上士兵擔心會令到自己的船沉沒，設法阻止。只有吾粲和黃淵下令救人，其他人勸阻，吾粲說：「船敗，當俱死耳！人窮，奈何棄之。」最終救了數百人。可見吾粲重視人命，不會自私地只貪求自己的生死。

## 评价
- 孙登：“诸葛瑾、步骘、朱然、全琮、朱据、吕岱、吾粲、阚泽、严畯、张承、孙怡忠于为国，通达治体。”（《三国志·卷五十九·吴书十四·吴主五子传第十四》）
- 陈寿《三国志》：“吾粲、朱据遭罹屯蹇，以正丧身，悲夫！”（《三国志·卷五十七·吴书十二·虞陆张骆陆吾朱传第十二》）

## 登場作品
- 《蒼天航路》（王欣太）

## 延伸阅读
[在维基数据编辑]
 《三國志/卷57》，出自陳壽《三國志》